# یوری گالستیان

یوری نرایری گالستیان (ارمنی: Յուրի Նորայրի Գալստյան؛  ۷ ژانویهٔ ۱۹۵۲) یک موسیقی‌دان و آهنگساز اهل ارمنستان است. وی از سال میلادی تاکنون مشغول فعالیت بوده است.

## زندگی‌نامه
وی در ۷ ژانویهٔ ۱۹۵۲ در ایروان به دنیا آمد و از مدرسه موسیقی سایات‌نووا،  مدرسه موسیقی چایکوفسکی ایروان و کنسرواتوار دولتی کومیتاس ایروان فارغ‌التحصیل شد. وی در دانشگاه دولتی علوم پرورشی خاچاطور آبوویان ارمنستان کالج دولتی آموزش موسیقی آرنو باباجانیان فعالیت کرده است. وی عضو اتحادیه آهنگسازان ارمنستان می‌باشد. وی همچنین برندهٔ جوایزی همچون چهره هنری شایسته جمهوری ارمنستان شده است.